# Resultados do Carnaval de Paso de los Libres
Resultados do Carnaval de Paso de los Libres.

## 2006
| Grupo A | Grupo A           | Grupo A | Grupo A                       | Grupo A |
| Pos     | Escolas           | Pts     | Classificação ou rebaixamento | Ref     |
| ------- | ----------------- | ------- | ----------------------------- | ------- |
| 1       | Carumbé           | 4403    | Campeã de 2006                | [ 1 ]   |
| 2       | Tradición         | 4325    |                               | [ 1 ]   |
| 3       | Zum-Zum           | 4157    | [ 1 ]                         |         |
| Grupo B |                   |         |                               |         |
| 1       | Catamarca         | 3992    | Campeã de 2006                | [ 1 ]   |
| 2       | Armonía del Samba | 3880    |                               | [ 1 ]   |
| 3       | Imperatriz        | 3574    | [ 1 ]                         |         |

## 2007
| Grupo A | Grupo A   | Grupo A | Grupo A                       | Grupo A |
| Pos     | Escolas   | Pts     | Classificação ou rebaixamento | Ref     |
| ------- | --------- | ------- | ----------------------------- | ------- |
| 1       | Tradición | 5276    | Campeã de 2007                | [ 2 ]   |
| 2       | Zum-Zum   | 5226    |                               | [ 2 ]   |
| 3       | Carumbé   | 5014    | [ 2 ]                         |         |

## 2008
| Grupo A | Grupo A           | Grupo A | Grupo A                       | Grupo A |
| Pos     | Escolas           | Pts     | Classificação ou rebaixamento | Ref     |
| ------- | ----------------- | ------- | ----------------------------- | ------- |
| 1       | Carumbé           | 1337    | Campeã de 2008                | [ 3 ]   |
| 2       | Zum-Zum           | 1038    |                               | [ 3 ]   |
| 3       | Tradición         | 1035    | [ 3 ]                         |         |
| Grupo B |                   |         |                               |         |
| 1       | Armonía del Samba | 1215    | Campeã de 2008                | [ 3 ]   |
| 2       | Imperatriz        | 1205    |                               | [ 3 ]   |

## 2009
| Grupo A | Grupo A           | Grupo A | Grupo A                       | Grupo A |
| Pos     | Escolas           | Pts     | Classificação ou rebaixamento | Ref     |
| ------- | ----------------- | ------- | ----------------------------- | ------- |
| 1       | Zum-Zum           | 1352    | Campeã de 2009                | [ 4 ]   |
| 2       | Carumbé           | 1351    |                               | [ 4 ]   |
| 3       | Tradición         | 1323    | [ 4 ]                         |         |
| Grupo B |                   |         |                               |         |
| 1       | Catamarca         |         | Campeã de 2009                |         |
| 2       | Armonía del Samba |         |                               |         |
| 3       | Imperatriz        |         |                               |         |

## 2010
| Grupo A | Grupo A           | Grupo A | Grupo A                       | Grupo A |
| Pos     | Escolas           | Pts     | Classificação ou rebaixamento | Ref     |
| ------- | ----------------- | ------- | ----------------------------- | ------- |
| 1       | Carumbé           | 1019.50 | Campeã de 2010                | [ 5 ]   |
| 2       | Tradición         | 1018.60 |                               | [ 5 ]   |
| 3       | Zum-Zum           | 473.70  | [ 5 ]                         |         |
| Grupo B |                   |         |                               |         |
| 1       | Catamarca         | 1683.50 | Campeã de 2010                | [ 5 ]   |
| 2       | Imperatriz        | 1660.60 |                               | [ 5 ]   |
| 3       | Armonía del Samba | 1607.60 | [ 5 ]                         |         |

## 2011

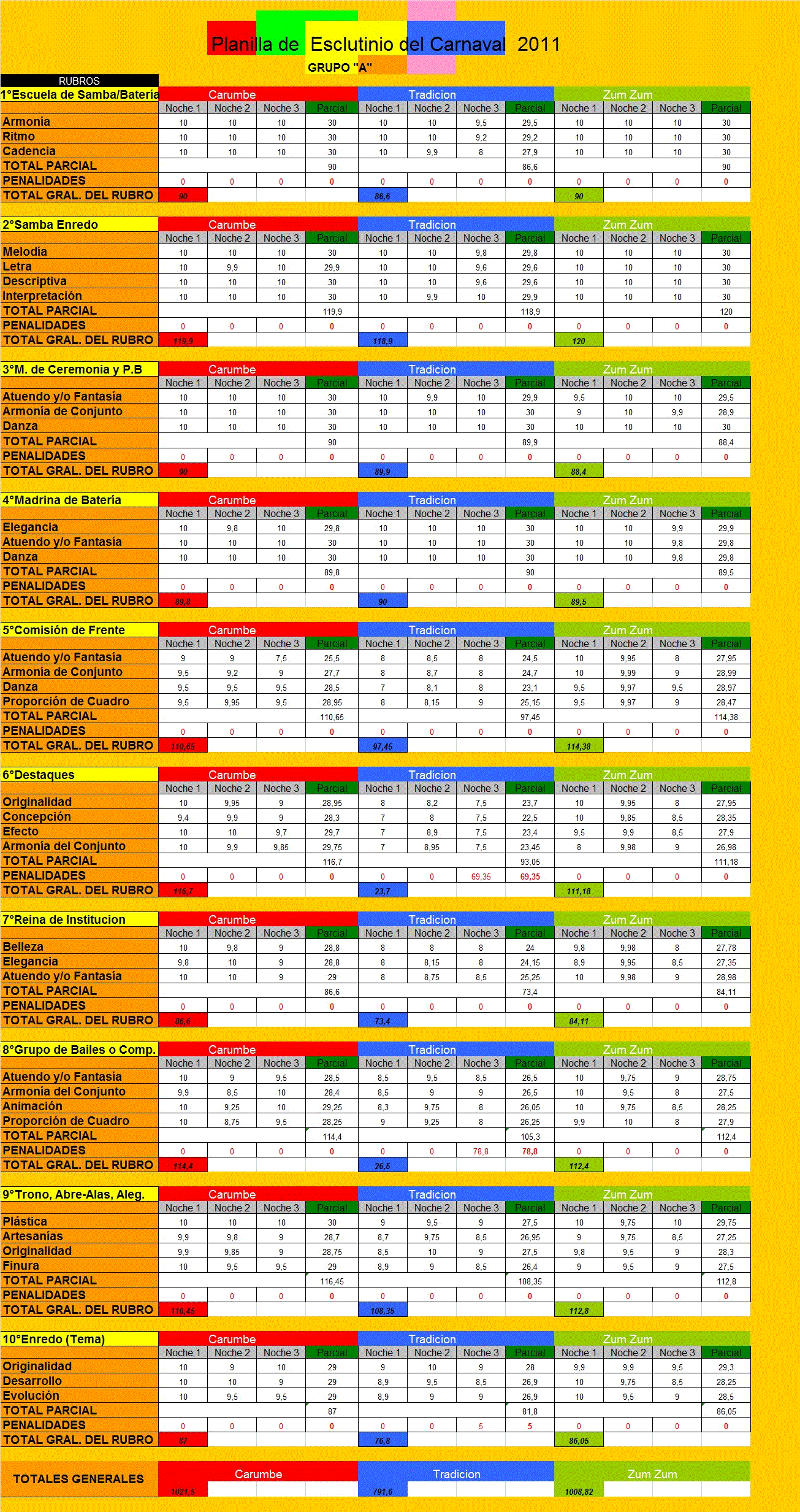
Resultados do Carnaval 2011.

| Grupo A | Grupo A           | Grupo A | Grupo A                       | Grupo A |  |
| Pos     | Escolas           | Pts     | Classificação ou rebaixamento | Ref     |  |
| ------- | ----------------- | ------- | ----------------------------- | ------- |  |
| 1       | Carumbé           | 1021.5  | Campeã de 2011                | [ 6 ]   |  |
| 2       | Zum-Zum           | 1008.5  |                               | [ 6 ]   |  |
| 3       | Tradición         | 791.6   |                               | [ 6 ]   |  |
| Grupo B |                   |         |                               |         |  |
| 1       | Imperatriz        | 742.08  | Campeã de 2011                |         |  |
| 2       | Catamarca         | 737.47  |                               |         |  |
| 3       | Armonía del Samba | 703.9   |                               |         |  |

## 2012
| Grupo A | Grupo A           | Grupo A | Grupo A                       | Grupo A |
| Pos     | Escolas           | Pts     | Classificação ou rebaixamento | Ref     |
| ------- | ----------------- | ------- | ----------------------------- | ------- |
| 1       | Zum-Zum           | 2005    | Campeã de 2012                | [ 7 ]   |
| 2       | Carumbé           | 1997.4  |                               | [ 7 ]   |
| 3       | Tradición         | 1721.13 | [ 7 ]                         |         |
| Grupo B |                   |         |                               |         |
| 1       | Catamarca         | 1110.4  | Campeã de 2012                | [ 7 ]   |
| 2       | Imperatriz        | 1081.2  |                               | [ 7 ]   |
| 3       | Renascer Libreño  | 1023.8  | [ 7 ]                         |         |
| 4       | Armonía del Samba | 970.5   | [ 7 ]                         |         |

## 2013
| Grupo A | Grupo A           | Grupo A | Grupo A                       | Grupo A |
| Pos     | Escolas           | Pts     | Classificação ou rebaixamento | Ref     |
| ------- | ----------------- | ------- | ----------------------------- | ------- |
| 1       | Zum-Zum           | 698.99  | Campeã de 2013                | [ 8 ]   |
| 2       | Carumbé           | 697.43  |                               | [ 8 ]   |
| 3       | Tradición         | 695,78  | [ 8 ]                         |         |
| Grupo B |                   |         |                               |         |
| 1       | Catamarca         | 377.3   | Campeã de 2013                | [ 8 ]   |
| 2       | Renascer Libreño  | 376.2   |                               | [ 8 ]   |
| 3       | Armonía del Samba | 367.1   | [ 8 ]                         |         |

## 2014
| Grupo A | Grupo A          | Grupo A | Grupo A                       | Grupo A      |
| Pos     | Escolas          | Pts     | Classificação ou rebaixamento | Ref          |
| ------- | ---------------- | ------- | ----------------------------- | ------------ |
| 1       | Carumbé          | 3966    | Campeã de 2014                | [ 9 ] [ 10 ] |
| 2       | Zum-Zum          | 3954.7  |                               | [ 9 ] [ 10 ] |
| 3       | Tradición        | 3881.6  | [ 9 ] [ 10 ]                  |              |
| Grupo B |                  |         |                               |              |
| 1       | Catamarca        | 753.4   | Campeã de 2014                | [ 9 ] [ 10 ] |
| 2       | Imperatriz       | 739     |                               | [ 9 ] [ 10 ] |
| 3       | Renascer Libreño | 688.6   | [ 9 ] [ 10 ]                  |              |

## 2015
| Grupo A | Grupo A            | Grupo A | Grupo A                       | Grupo A       |
| Pos     | Escolas            | Pts     | Classificação ou rebaixamento | Ref           |
| ------- | ------------------ | ------- | ----------------------------- | ------------- |
| 1       | Não Houve Apuração |         | Campeã de 2015                | [ 11 ]        |
| 2       | Não Houve Apuração |         |                               | [ 11 ]        |
| 3       | Não Houve Apuração |         | [ 11 ]                        |               |
| Grupo B |                    |         |                               |               |
| 1       | Catamarca          | 1102,60 | Campeã de 2015                | [ 12 ] [ 13 ] |
| 2       | Imperatriz         | 1069,70 |                               | [ 12 ]        |
| 2       | Renascer Libreño   | 1069,70 | [ 12 ]                        |               |
| 4       | Armonía del Samba  | 0000,00 | [ 12 ]                        |               |

## 2016
| Grupo A | Grupo A           | Grupo A  | Grupo A                       | Grupo A |
| Pos     | Escolas           | Pts      | Classificação ou rebaixamento | Ref     |
| ------- | ----------------- | -------- | ----------------------------- | ------- |
| 1       | Não Houve Desfile |          | Campeã de 2016                |         |
| 2       | Não Houve Desfile |          |                               |         |
| 3       | Não Houve Desfile |          |                               |         |
| Grupo B |                   |          |                               |         |
| 1       | Catamarca         | 1.725,90 | Campeã de 2016                | [ 14 ]  |
| 2       | Imperatriz        | 1.690,80 |                               | [ 14 ]  |
| 3       | Renascer Libreño  | 1.591,10 | [ 14 ]                        |         |
| 4       | Armonía del Samba | 1.565,30 | [ 14 ]                        |         |

## 2017
| Grupo A | Grupo A           | Grupo A  | Grupo A                       | Grupo A |
| Pos     | Escolas           | Pts      | Classificação ou rebaixamento | Ref     |
| ------- | ----------------- | -------- | ----------------------------- | ------- |
| 1       | Carumbé           | 1.991,30 | Campeã de 2017                | [ 15 ]  |
| 2       | Zum-Zum           | 1.966,30 |                               | [ 15 ]  |
| 3       | Tradición         | 1.920,80 | [ 15 ]                        |         |
| Grupo B |                   |          |                               |         |
| 1       | Catamarca         | 1.000,50 | Campeã de 2017                | [ 16 ]  |
| 2       | Imperatriz        | 927,50   |                               | [ 16 ]  |
| 3       | Armonía del Samba | 900,50   | [ 16 ]                        |         |
| 4       | Renascer Libreño  | 884      |                               | [ 16 ]  |

## 2018
| Grupo A | Grupo A           | Grupo A | Grupo A                       | Grupo A |
| Posição | Escolas           | Pontos  | Classificação ou rebaixamento | Ref     |
| ------- | ----------------- | ------- | ----------------------------- | ------- |
| 1       | Zum-Zum           | 1992,9  | Campeã de 2018                | [ 17 ]  |
| 2       | Carumbé           | 1989,5  |                               | [ 17 ]  |
| 3       | Tradición         | 1966,5  | [ 17 ]                        |         |
| Grupo B |                   |         |                               |         |
| 1       | Imperatriz        | 1124,50 | Campeã de 2018                | [ 18 ]  |
| 2       | Catamarca         | 1112,00 |                               | [ 18 ]  |
| 3       | Bella Flor        | 1041,50 | [ 18 ]                        |         |
| 4       | Armonía del Samba | 1029,00 | [ 18 ]                        |         |
| 5       | Renascer Libreño  | 1019,50 | [ 18 ]                        |         |

## 2019
- Campeã: Carumbé[19]

## 2020
| Grupo A | Grupo A   | Grupo A | Grupo A                       | Grupo A       |
| Posição | Escolas   | Pontos  | Classificação ou rebaixamento | Ref           |
| ------- | --------- | ------- | ----------------------------- | ------------- |
| 1       | Carumbé   | 1979,4  | Campeã de 2018                | [ 20 ] [ 19 ] |
| 2       | Zum-Zum   | 1976,1  |                               | [ 20 ]        |
| 3       | Tradición | 1954,5  | [ 20 ]                        |               |